# Les Deux Aventuriers
Pour plus de détails, voir Fiche technique et Distribution.
Les Deux Aventuriers (Jump for Glory) est un film britannique réalisé par Raoul Walsh, sorti en 1937.

## Synopsis
Jim Dial, une figure des bas-fonds de La Nouvelle-Orléans, fait chanter le jeune Ricky Morgan, car il a en sa possession la bague que Ricky a perdue lors d'une bagarre au cours de laquelle il a tué accidentellement Chuck, l'associé de Dial. En échange, il pousse Ricky à commettre une série de cambriolages. Lorsqu'il en a l'occasion, Ricky s'échappe pour Londres, où il continue d'exercer cette nouvelle profession. Pendant ce temps, à Monte-Carlo, Glory Howard, une aventurière, fait la connaissance du Colonel Fane, qui lui offre sa bague porte-bonheur. 
Plus tard, à Londres, la police interroge Sanders, un joailler, à propos d'une bague montée d'un diamant. La police partie, Ricky informe Sanders que ce diamant lui a appartenu et apprend qu'il est désormais en possession de Glory. Ricky découvre alors que Fane n'est autre que Dial. Ricky s'introduit dans l'appartement de Glory pour récupérer sa bague, mais la jeune femme le surprend, toutefois elle le laisse partir. Dial pousse Glory à se marier avec lui, en la menaçant de révéler que Ricky est inculpé dans une affaire de meurtre. Le jour du mariage, Ricky s'introduit chez Dial dans le but de lui faire signer une confession. Dial sort son arme, et dans la bagarre qui s'ensuit, un coup de feu part et tue Dial. Lorsque la police arrive, Glory leur dit que c'est un suicide, mais elle est accusée du meurtre. Ricky se rend à la police pour avouer mais on ne le croit pas capable d'avoir sauté du toit sur le balcon comme il le dit. Pour prouver ses dires, Ricky répète ce saut mais se blesse grièvement. La vérité ayant éclaté, Glory est acquittée et elle peut commencer une nouvelle vie avec Ricky.

## Fiche technique
- Titre original : Jump for Glory
- Titre français : Les Deux Aventuriers
- Titre américain : When Thief Meets Thief
- Réalisation : Raoul Walsh
- Scénario : John Meehan Jr., Harold French, d'après le roman Jump for Glory de Gordon McDonell
- Direction artistique : Edward Carrick
- Costumes : Schiaparelli, Norman Hartnell
- Photographie : Victor Arménise
- Son : A. N. Jinman
- Montage : Conrad von Molo
- Musique : Percival Mackey
- Production : Douglas Fairbanks Jr., Marcel Hellman
- Société de production : Criterion Film Productions
- Société de distribution : United Artists
- Pays de production :  Royaume-Uni
- Langue originale : anglais
- Format : noir et blanc — 35 mm — 1,37:1 — son Mono
- Genre : Comédie dramatique
- Durée : 85 minutes
- Dates de sortie : 
  - Royaume-Uni : 5 mars 1937
  - États-Unis : 14 juin 1937
  - France : 4 septembre 1946

## Distribution
- Douglas Fairbanks Jr. : Ricky Morgan
- Valerie Hobson : Glory Howard
- Alan Hale : Jim Dial, alias Colonel Fane
- Jack Melford : Thompson
- Anthony Ireland : Sir Timothy Haddon
- Barbara Everest : Mme Nolan
- Edward Rigby : Sanders
- Esme Percy : Robinson
- Basil Radford : l'avocat de la défense
- Leo Genn : l'avocat de la partie civile
- Ian Fleming : le coroner
- Frank Birch : le vicaire